# Vite perdute (film 1959)
Vite perdute è un film del 1959 diretto da Adelchi Bianchi e Roberto Mauri, quest'ultimo al debutto come regista.

## Trama
Isola d'Elba. Alcuni giovani (un ragazzo e tre ragazze) si trovano in balia di cinque ergastolani in fuga. Una ragazza muore per mano di uno di loro che poi, impazzito, uccide anche altri compagni. L'unico superstite del gruppo di criminali uccide l'assassino e lascia liberi gli ostaggi.

## Colonna sonora
Le canzoni sono eseguite da Fred Buscaglione.